# You Know Me
«You Know Me» es el segundo sencillo del álbum Reality Killed The Video Star del cantante británico Robbie Williams. Lo cual se dio como anuncio oficial por Robbie Williams en el concierto BBC Electric Proms 2009. Y la pista se estrenó en la Radio BBC 2 durante la presentación de Ken Bruce en octubre. El sencillo se publica el 7 de diciembre de 2009, CD y descarga digital. Y por el canal 4 de Reino Unido, entre otros canales, se pasará el vídeo el día 7 de noviembre.

## Vídeo musical
Tomada en el conjunto mágico en la filmación del vídeo musical de "You Know Me", que fue dirigido por el Diamond Dogs. El conjunto fue elaborado en el "Shepperton Studios 2"
, especialmente para el vídeo lo cual tomó dos días - resultando en conejera por el propio Robbie y el campo de cuento de hadas. A medida de ropa, un par de grandes orejas de conejo esponjoso y algunas chicas.

## Sencillo/promos
Sencillos:
| Sencillo    | Formato | Temas | Editora Promocional |
| ----------- | ------- | --- | ------------------- |
| You Know Me | CD      | 1.Radio Edit 2.Instrumental | Virgin              |
| You Know Me | Digital | 1. You Know Me (4:21) 2. You Know Me (The Count & Sinden Remix) (4:58) 3. You Know Me (The Count & Sinden Dub-ble Bubble Remix) (4:15) | Chrysalis UK        |
| You Know Me | CD      | 1.You Know Me | Virgin              |
| You Know Me | CD      | 1.You Know Me (4:27) 2. Bodies (Aeroplane Remix) (4:47)                                                                                | Virgin              |
| You Know Me | CD      | 1.You Know Me | EMI                 |